# AGS JH25
O JH25/JH25B é o modelo da AGS da temporada de 1990 e de 1991 da Fórmula 1.
Condutores do JH25: Gabriele Tarquini, Yannick Dalmas, Stefan Johansson e Fabrizio Barbazza e do JH25B: Fabrizio Barbazza e Gabriele Tarquni. 

## Resultados[1][2]
(legenda) 
| Ano  | Chassi | Motor                | Pneus | N° | Pilotos           | 1   | 2   | 3   | 4   | 5   | 6   | 7   | 8   | 9   | 10  | 11  | 12  | 13  | 14  | 15  | 16  | Pontos | Posição  |  |
| ---- | ------ | -------------------- | ----- | -- | ----------------- | --- | --- | --- | --- | --- | --- | --- | --- | --- | --- | --- | --- | --- | --- | --- | --- | ------ | -------- |  |
|      |        |                      |       |    |                   |     |     |     |     |     |     |     |     |     |     |     |     |     |     |     |     |        |          |  |
|      |        |                      |       |    |                   | USA | BRA | SMR | MON | CAN | MEX | FRA | GBR | GER | HUN | BEL | ITA | POR | ESP | JAP | AUS |        |          |  |
| 1990 | JH25   | Ford Cosworth DFR V8 | G     | 17 | Gabriele Tarquini |     |     | NPQ | NPQ | NPQ | NPQ | NQ  | Ret | NPQ | 13  | NQ  | NQ  | NQ  | Ret | NQ  | Ret | 01     | NC (14º) |  |
| 1990 | JH25   | Ford Cosworth DFR V8 | G     | 18 | Yannick Dalmas    |     |     | WD  | NPQ | NPQ | NPQ | 17  | NPQ | NQ  | NQ  | NQ  | NC  | Ret | 9   | NQ  | NQ  | 01     | NC (14º) |  |
|      |        |                      |       |    |                   |     |     |     |     |     |     |     |     |     |     |     |     |     |     |     |     |        |          |  |
|      |        |                      |       |    |                   | USA | BRA | SMR | MON | CAN | MEX | FRA | GBR | GER | HUN | BEL | ITA | POR | ESP | JAP | AUS |        |          |  |
| 1991 | JH25   | Ford Cosworth DFR V8 | G     | 17 | Gabriele Tarquini | 8   | Ret | NQ  | Ret | NQ  | NQ  |     |     |     |     |     |     |     |     |     |     | 02     | NC (15º) |  |
| 1991 | JH25   | Ford Cosworth DFR V8 | G     | 18 | Stefan Johansson  | NQ  | NQ  |     |     |     |     |     |     |     |     |     |     |     |     |     |     | 02     | NC (15º) |  |
| 1991 | JH25   | Ford Cosworth DFR V8 | G     | 18 | Fabrizio Barbazza |     |     | NQ  | NQ  | NQ  | NQ  |     |     |     |     |     |     |     |     |     |     | 02     | NC (15º) |  |
| 1991 | JH25B  | Ford Cosworth DFR V8 | G     | 17 | Gabriele Tarquini |     |     |     |     |     |     | NQ  | NQ  | NQ  | NPQ | NPQ |     |     |     |     |     | 02     | NC (15º) |  |
| 1991 | JH25B  | Ford Cosworth DFR V8 | G     | 18 | Fabrizio Barbazza |     |     |     |     |     |     | NQ  | NQ  | NPQ | NPQ | NPQ |     |     |     |     |     | 02     | NC (15º) |  |

↑1  Utilizou o JH24 nos GPs: Estados Unidos e Brasil.
↑2  Utilizou o JH27 nos GPs: Itália, Portugal e Espanha.